# Plateumaris virens
Plateumaris virens es una especie de insecto coleóptero de la familia Chrysomelidae.
Fue descrita científicamente en 1999 por Hayashi.